# Базарный переулок (Сестрорецк)
База́рный переу́лок — переулок в городе Сестрорецке Курортного района Санкт-Петербурга. Проходит от улицы Володарского до Крещенской улицы.
Название Базарная улица появилось в конце XIX века. Оно дано по располагавшемуся здесь базару.
29 декабря 1972 года название было упразднено. При этом 50-метровый начальный участок сохранился. 28 декабря 2016 года для него название было восстановлено в форме Базарный переулок.

## Здания
На Базарный переулок выходило 2 дома, нумерация которых шла по улицам Володарского и Крещенской. 
- № 5а — особняк Леонтьева, 1873 г. В советское время в бывшем особняке находились различные учреждения. С начала 2000-х двухэтажное здание пустовало[4]. В 2001 году администрация Курортного района обратилась с инициативой о реконструкции дома к гражданину Австралии Августу Леонтьеву, сыну бывшего владельца этого здания купца 2-й гильдии Василия Леонтьева. Леонтьев откликнулся; планировалось, что здесь создадут офисно-гостиничный комплекс по проекту архитектурной мастерской Александра Миронова, а рядом возведут четырехэтажное здание. Однако идея реализована не была[5]. Новым собственником стало ООО «Компания „Ренессанс“», которое в 2011 году почти полностью снесло здание. КГИОП пытался изъять здание за нарушение охранных обязательство, но суд встал на сторону владельца. 20 октября 2015 года КГИОП снял дом Леонтьева с охраны, а в декабре его остатки полностью снесли. Взамен новый домовладелец ООО «Комфорт» обещает возвести копию, но надстроенную третьим этажом[6]. В июне 2021 года был согласован проект перестройки[7].

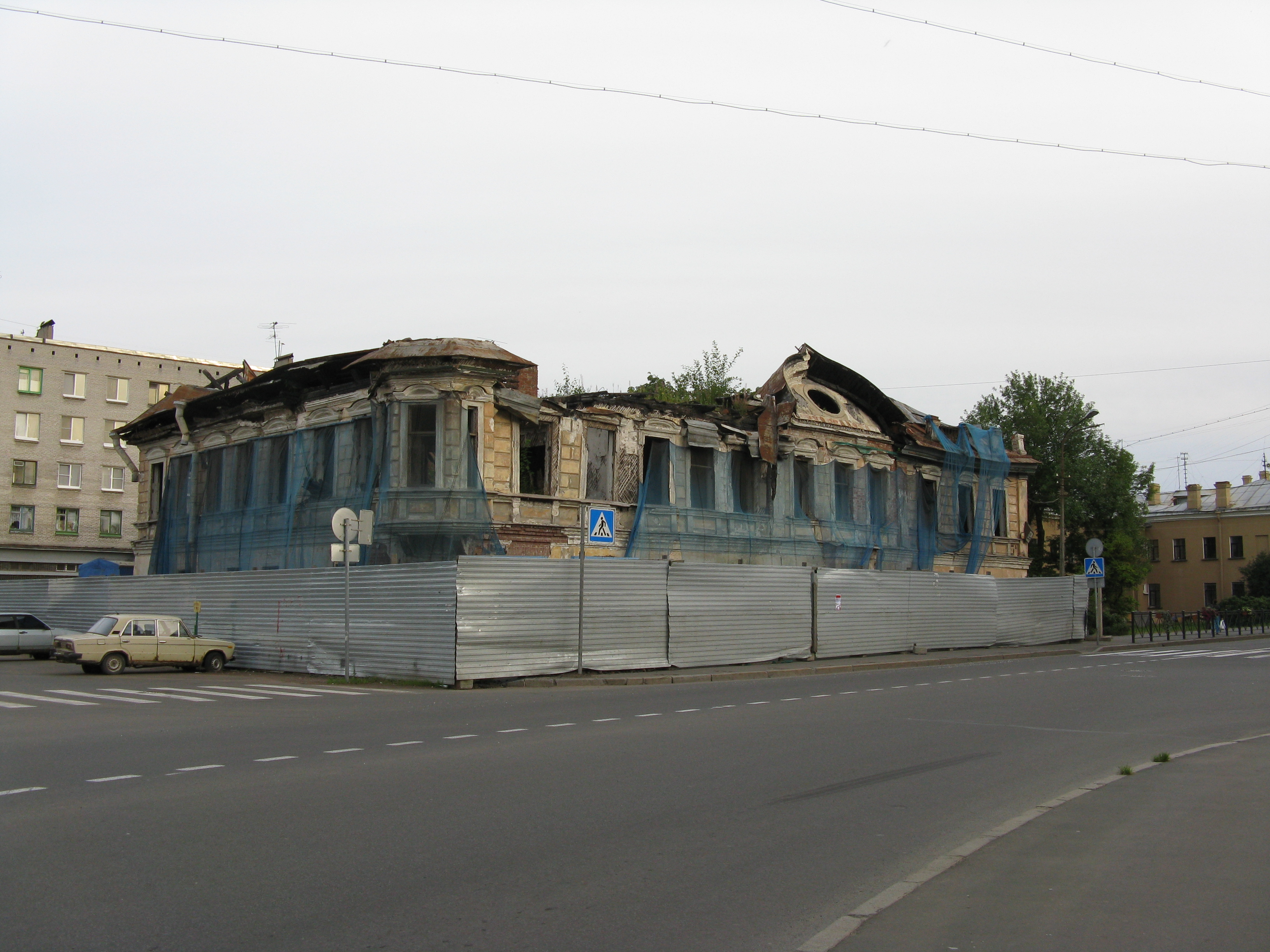
Особняк Леонтьева в 2008 году
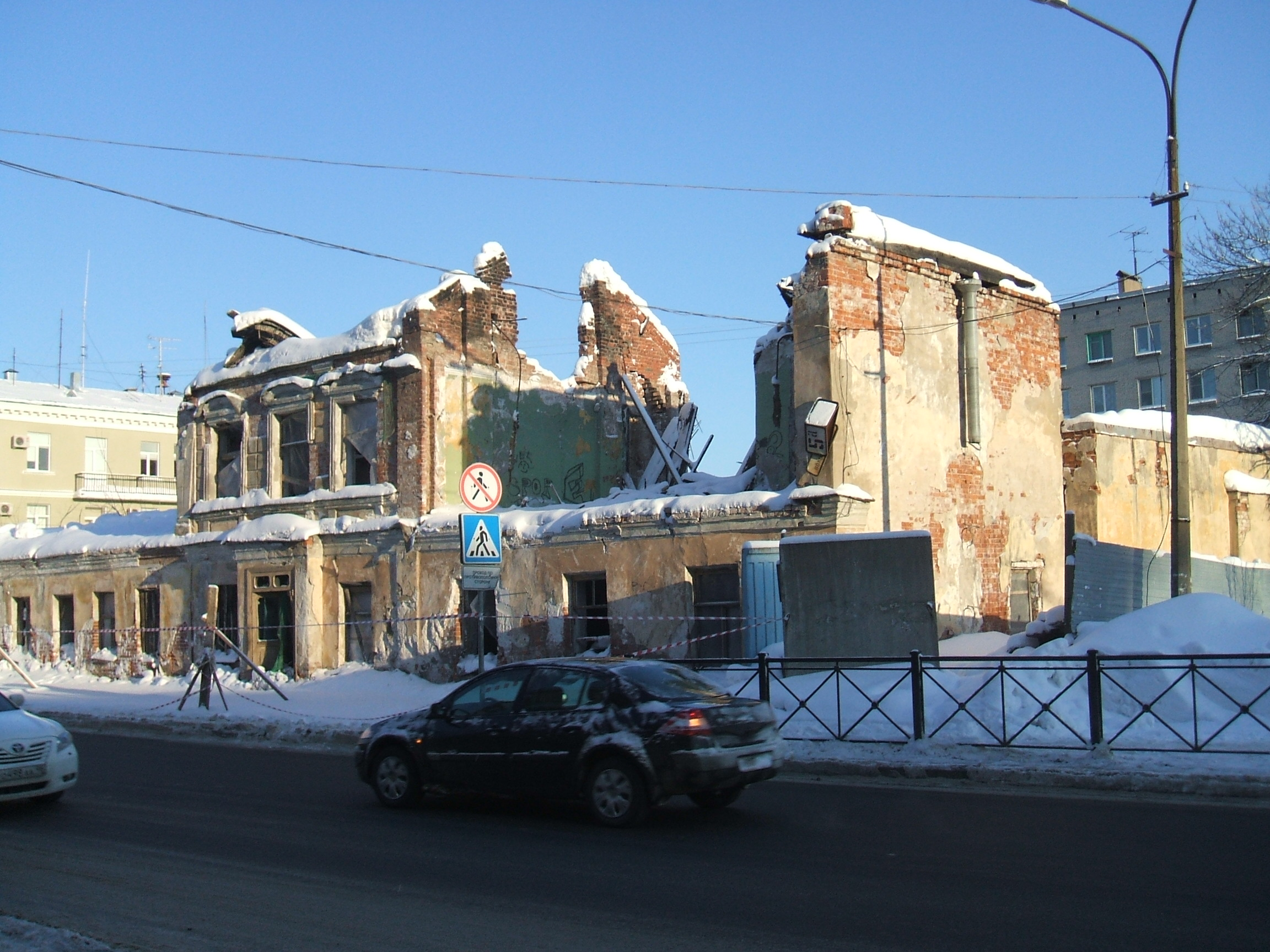
Особняк Леонтьева в 2010 году

- № 7/9 — нежилое здание, в котором находятся отделение полиции, книжный и кондитерский магазины. Во время войны на этом месте находился хлебозавод[8].

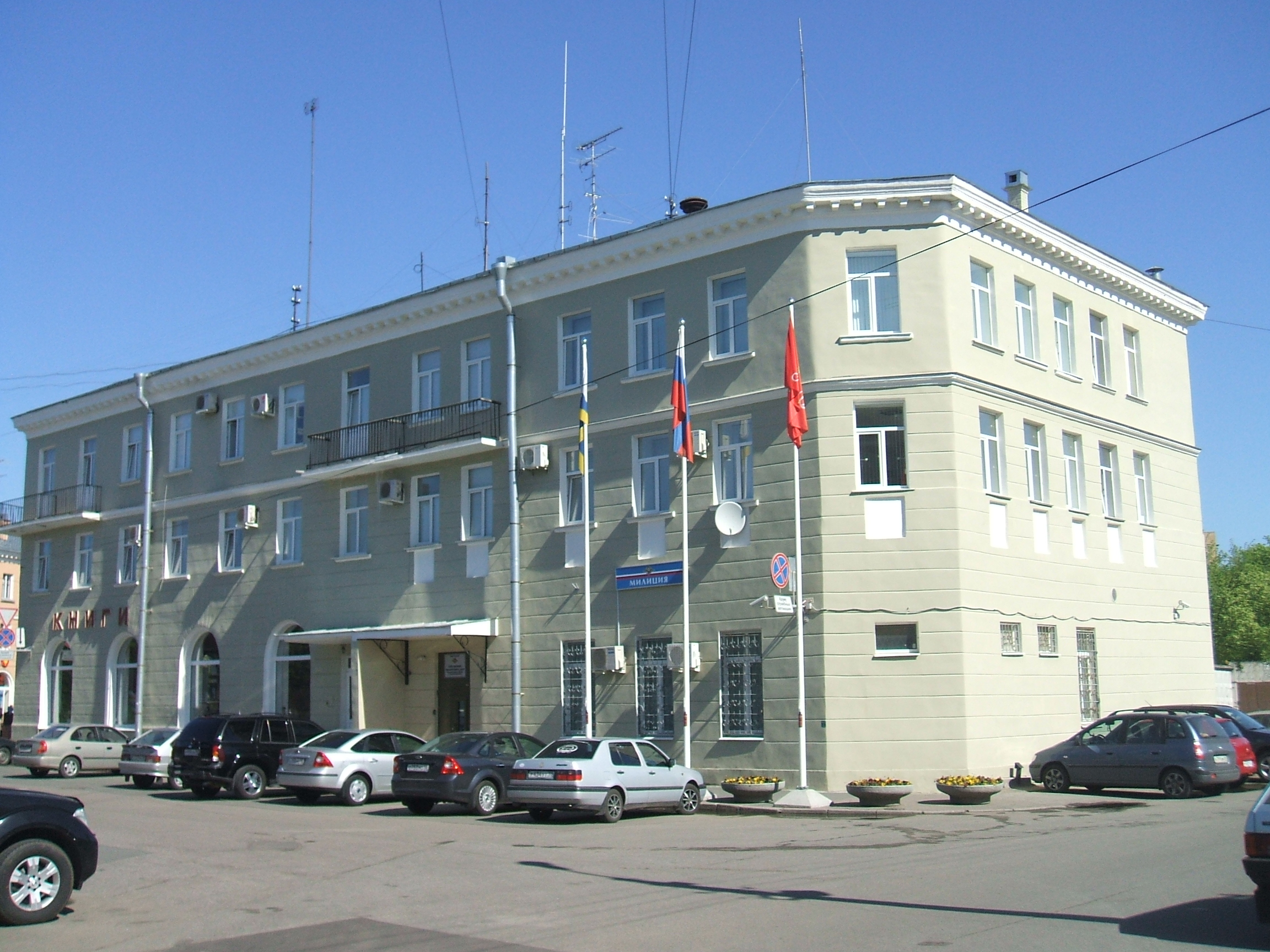
УВД Курортного района